# Kirby Fighters 2
Kirby Fighters 2 (с англ. — «Бойцы Кирби 2») — видеоигра-файтинг 2020 года, разработанная компаниями HAL Laboratory и Vanpool и изданная Nintendo для гибридной консоли Nintendo Switch, является прямым продолжением игры Kirby Fighters Deluxe. Игра включает в себя персонажей и предметы из серии игр Kirby, а также функционирует на игровом движке игры Super Kirby Clash. Игра выпущена во всем мире в сентябре 2020 года в Nintendo eShop, но до этого произошла утечка игры на сайте Play Nintendo.

## Игровой процесс
Kirby Fighters 2 — файтинг на четырех игроков из серии игр Kirby с возможностью игры посредством локального и онлайн мультиплеера. Каждый игрок может выбрать одну из способностей, используемых в предыдущих играх серии, и каждая из них имеет свой набор приёмов. Несмотря на то, что большинство персонажей представляют собой различные варианты Кирби, присутствует возможность сыграть и за дополнительных персонажей, таких как Король Дидиди и Мета Рыцарь.

## Разработка и выпуск игры
Игра Kirby Fighters 2 разработана японскими компаниями HAL Laboratory и Vanpool и издана Nintendo. Игра работает на игровом движке игры Super Kirby Clash. Игра выпущена во всем мире 23 сентября 2020 года в Nintendo eShop, через шесть лет после предыдущей игры Kirby Fighters Deluxe для Nintendo 3DS. Вскоре после этого была выпущена бесплатная демоверсия игры. Хотя игра была выпущена в сентябре, информация об игре была случайно опубликована на сайте Play Nintendo.
Разработчик игры Тадаси Каваи опубликовал сообщение в блоге, описывающее процесс разработки Kirby Fighters 2. Он написал о разработке однопользовательского режима следующее: «Это многопользовательская игра, однако я хочу разработать игру таким образом, что она будет увлекательной, даже если играть в неё в одиночку». Он также описал разработку во время пандемии COVID-19, написав следующее: «На удаленной работе игра была разработана в среде, где мы не могли ни встречаться, ни разговаривать лично, но поскольку игра была разработана той же командой, которая разрабатывала две игры до этого, проблем со связью не было, и мы смогли разработать игру без серьезных проблем».

## Критика
| Сводный рейтинг       | Сводный рейтинг |
| Агрегатор             | Оценка          |
| --------------------- | --------------- |
| Metacritic            | 65/100          |
| Иноязычные издания    |                 |
| Издание               | Оценка          |
| GameSpot              | 6/10            |
| Hardcore Gamer        | 4/5             |
| Nintendo Life         | 8/10            |
| Nintendo World Report | 6,5/10          |
| Shacknews             | 5/10            |

Игра получила смешанные отзывы критиков в соответствии с агрегатором Metacritic.